# Mangora cutucu
Mangora cutucu là một loài nhện trong họ Araneidae.
Loài này thuộc chi Mangora. Mangora cutucu được Herbert Walter Levi miêu tả năm 2007.